# R. J. Hampton
Roderick "R. J." Hampton Jr. (Dallas, 7 de fevereiro de 2001) é um jogador norte-americano de basquete profissional que atualmente está sem clube.
Ele foi selecionado pelo Milwaukee Bucks como a 24º escolha geral no Draft da NBA de 2020, sendo imediatamente trocado para o Denver Nuggets. Ele jogou pelo New Zealand Breakers da National Basketball League (NBL) antes de se candidatar ao draft da NBA.

## Carreira no ensino médio
Desde sua temporada de calouro, Hampton jogou basquete pela Little Elm High School em Little Elm, Texas. Em seu primeiro jogo no ensino médio, ele marcou 33 pontos na vitória por 78-52 sobre Naaman Forest High School. Como calouro, Hampton teve médias de 23,6 pontos, 7,2 rebotes, 4,2 assistências e 3,5 roubos, levando Little Elm a um recorde de 29-5 e o título do Distrito 14-5A.
Em maio de 2017, Hampton anunciou que estava se transferindo para o Montverde Academy em Montverde, Flórida, antes de decidir voltar para Little Elm. Na temporada de 2017-18, Hampton teve médias de 30,3 pontos, 8,8 rebotes, 6,0 assistências, 4,4 roubos e 2,5 bloqueios, guiando Little Elm a um recorde de 28-8.
Em 14 de dezembro de 2018, Hampton marcou 33 pontos na vitória por 80-66 sobre South Garland High School. Em 29 de dezembro, ele registrou 50 pontos, 12 rebotes, sete assistências e seis roubos na vitória por 86-62 sobre Coppell High School. Em fevereiro de 2019, Hampton teve outro jogo de 50 pontos, dessa vez em uma derrota por 83-80 para Northwest High School. Em seu terceiro ano, Hampton teve médias de 32 pontos, 9,7 rebotes, 6,4 assistências e 3,9 roubos, ajudando Little Elm a alcançar um recorde de 24-10. Em 15 de março, ele foi nomeado Jogador Gatorade do Ano do Texas, tornando-se o primeiro não-sênior a ganhar o prêmio desde Justise Winslow em 2013.
Em 30 de abril, Hampton se reclassificou para a turma de 2019, perdendo seu último ano e se formando no ensino médio após cerca de três semanas de aulas online.

### Recrutamento
Hampton foi um recruta de cinco estrelas e ficou entre os seis melhores jogadores da classe de recrutamento de 2019. Em 5 de setembro de 2017, Christian Dawkins, um agente mais tarde indiciado no escândalo de corrupção do basquete da NCAA, expressou o desejo de pagar Hampton em e-mails enviados a parceiros. Quando os e-mails vieram à tona em 2019, o pai de Hampton negou ter encontrado Dawkins. Antes de se reclassificar em 30 de abril de 2019, Hampton havia sido considerado uma das melhores perspectivas da classe de 2020. Ele reduziu seus potenciais destinos universitários para Kansas, Memphis e Texas Tech.
| Nome | Cidade Natal                           | Escola          | Altura             | Peso           | Data |
| --- | -------------------------------------- | --------------- | ------------------ | -------------- | ---- |
| R. J. Hampton PG | Little Elm, TX                         | Little Elm (TX) | 6 ft 5 in (1.96 m) | 180 lb (82 kg) | —    |
| R. J. Hampton PG | Recrutamento: Rivais: 247Sports: ESPN: |                 |                    |                |      |
| - Nota: Em muitos casos, Scout, Rivals, 247Sports e ESPN podem entrar em conflito em suas listas de altura e peso, nestes casos, a média foi obtida. - Fonte: |                                        |                 |                    |                |      |

## Carreira profissional

### New Zealand Breakers (2019–2020)
Em 28 de maio de 2019, Hampton assinou um contrato com o New Zealand Breakers da National Basketball League (NBL), com a opção de sair para a National Basketball Association (NBA). Ele disse que pulou o basquete universitário porque queria "viver como um profissional e jogar com homens adultos e não ter que fazer malabarismo com livros e basquete". Hampton juntou-se aos Breakers através do programa NBL Next Stars, que visa desenvolver perspectivas do draft da NBA.
Em 20 de setembro, ele fez sua estreia como profissional na vitória sobre o Melbourne United e registrou 11 pontos, três rebotes e quatro assistências em 21 minutos. Dois dias depois, ele registrou 20 pontos, cinco rebotes e três roubos na derrota para o South East Melbourne Phoenix.
Em 9 de novembro, Hampton foi expulso após quatro minutos de jogo contra o South East Melbourne depois de tentar colocar o braço em volta do pescoço de John Roberson durante uma briga. Em 11 de dezembro, foi anunciado que ele perderia cerca de quatro semanas com uma lesão no quadril. Em 5 de janeiro de 2020, Hampton retornou e marcou 11 pontos na vitória sobre South East Melbourne.
Ele saiu dos Breakers em 4 de fevereiro para retornar aos Estados Unidos e se preparar para o draft da NBA de 2020. Em 15 jogos da NBL, Hampton teve médias de 8,8 pontos, 3,9 rebotes e 2,4 assistências. Hampton foi projetado como uma escolha top 5 para o draft de 2020.

### Denver Nuggets (2020–2021)
Hampton foi selecionado pelo Milwaukee Bucks como a 24ª escolha no draft da NBA de 2020, mas seus direitos de draft foram posteriormente negociados com o Denver Nuggets em uma negociação de quatro equipes que também envolveu o New Orleans Pelicans e Oklahoma City Thunder.
Em 1º de dezembro de 2020, o Denver Nuggets anunciou que havia assinado um contrato de 4 anos e US$11.1 milhões com Hampton. Ele jogou 25 jogos e teve médias de 2,6 pontos e 2,0 rebotes em 9,3 minutos.

### Orlando Magic (2021–2023)
Em 25 de março de 2021, Hampton, junto com Gary Harris e uma futura escolha de primeira rodada de 2025, foi negociado para o Orlando Magic em troca de Aaron Gordon e Gary Clark.
Em 4 de abril, Hampton foi titular pela primeira vez pelos Nuggets e registrou 16 pontos, quatro rebotes e três assistências em 33 minutos. Em 17 de maio, ele foi nomeado o novato da Conferência Leste do mês de maio.
Em 29 de dezembro de 2022, Hampton foi suspenso pela NBA por um jogo devido a ter saído do banco durante uma briga em um jogo contra o Detroit Pistons.
Em 21 de fevereiro de 2023, Hampton foi dispensado pelo Magic.

### Detroit Pistons (2023)
Em 23 de fevereiro de 2023, Hampton assinou um contrato de  2 anos e US$2.4 milhões com o Detroit Pistons.

## Carreira na seleção
Hampton ganhou a medalha de ouro no Copa América Sub-16 de 2017. Em cinco jogos, ele teve médias de nove pontos, 3,2 rebotes e 2,6 assistências.
Ele ganhou outra medalha de ouro na Copa do Mundo Sub-17 de 2018, mas foi limitado a dois jogos por uma lesão no pé. Hampton teve médias de 7,5 pontos, 2,5 rebotes e 1,5 roubos.

## Estatísticas

### NBA

#### Temporada regular
| Ano      | Equipe   | PJ  | PT | MPJ  | AP   | 3P   | LL   | RT  | AS  | BR | TO | PPJ  |
| -------- | -------- | --- | -- | ---- | ---- | ---- | ---- | --- | --- | -- | -- | ---- |
| 2020–21  | Denver   | 25  | 0  | 9.3  | .417 | .278 | .750 | 2.0 | .6  | .2 | .1 | 2.6  |
| 2020–21  | Orlando  | 26  | 1  | 25.2 | .439 | .319 | .657 | 5.0 | 2.8 | .6 | .3 | 11.2 |
| 2021–22  | Orlando  | 64  | 14 | 21.9 | .383 | .350 | .641 | 3.0 | 2.5 | .7 | .2 | 7.6  |
| 2022–23  | Orlando  | 26  | 0  | 13.9 | .439 | .340 | .838 | 1.5 | 1.3 | .6 | .2 | 5.7  |
| Carreira | Carreira | 141 | 15 | 17.5 | .419 | .321 | .721 | 2.8 | 1.8 | .5 | .2 | 6.7  |

### NBL
| Ano     | Equipe      | PJ | PT | MPJ  | AP   | 3P   | LL   | RT  | AS  | BR  | TO | PPJ |
| ------- | ----------- | -- | -- | ---- | ---- | ---- | ---- | --- | --- | --- | -- | --- |
| 2019–20 | New Zealand | 15 | 12 | 20.6 | .407 | .295 | .679 | 3.9 | 2.4 | 1.1 | .3 | 8.8 |

Fonte:

## Vida pessoal
O pai de Hampton, Rod Hampton, jogou basquete universitário por SMU de 1987 a 1991. Seu avô Richard Evans serviu na Guerra do Vietnã.